# Bromelia lagopus
Bromelia lagopus är en gräsväxtart som beskrevs av Carl Christian Mez. Bromelia lagopus ingår i släktet Bromelia och familjen Bromeliaceae. Inga underarter finns listade i Catalogue of Life.